# Saneja
Saneja es una localidad española del municipio gerundense de Guils de Cerdaña, en la comunidad autónoma de Cataluña.

## Geografía
Al norte de la localidad se encuentra la frontera entre España y Francia.

## Historia
A mediados del siglo XIX, la localidad, ya por entonces perteneciente al término municipal de Guils, contaba con una población de 64 habitantes. Aparece descrita en el decimotercer volumen del Diccionario geográfico-estadístico-histórico de España y sus posesiones de Ultramar de Pascual Madoz de la siguiente manera: 

SANEJA: l. en la prov. de Gerona, part. jud. de Ribas, aud. terr., c. g. de Barcelona , dióc. de Seo de Urgel, ayunt. de Guils. sit. en un plano inclinado del terr. de la Cerdaña, le combaten con frecuencia los vientos del N.; su clima es frio pero sano; las enfermedades comunes son catarros y pulmonias. Tiene 35 casas, y una igl. parr. (San Vicente) servida por un cura de primer ascenso. El térm. confina N. Guils y el reino de Francia; E. Rigolisa y Puigcerdá; S. Ventajola, y O. Bolvir. El terreno es llano, de mediana calidad; le fertijiza un arroyo que se forma de las vertientes de los Pirineos, y aguas de una acequia llamada de la Solana. Hay varios caminos locales. prod.: centeno, legumbres, patatas; cria ganado y caza de diferentes especies. pobl.: 15 vec., 64 alm. cap. prod.: 1.392,000 rs. imp.: 34,800.
(Madoz, 1849, p. 732)

En 2021 la localidad tenía censados 126 habitantes.